# Byron Bay Whaling Station

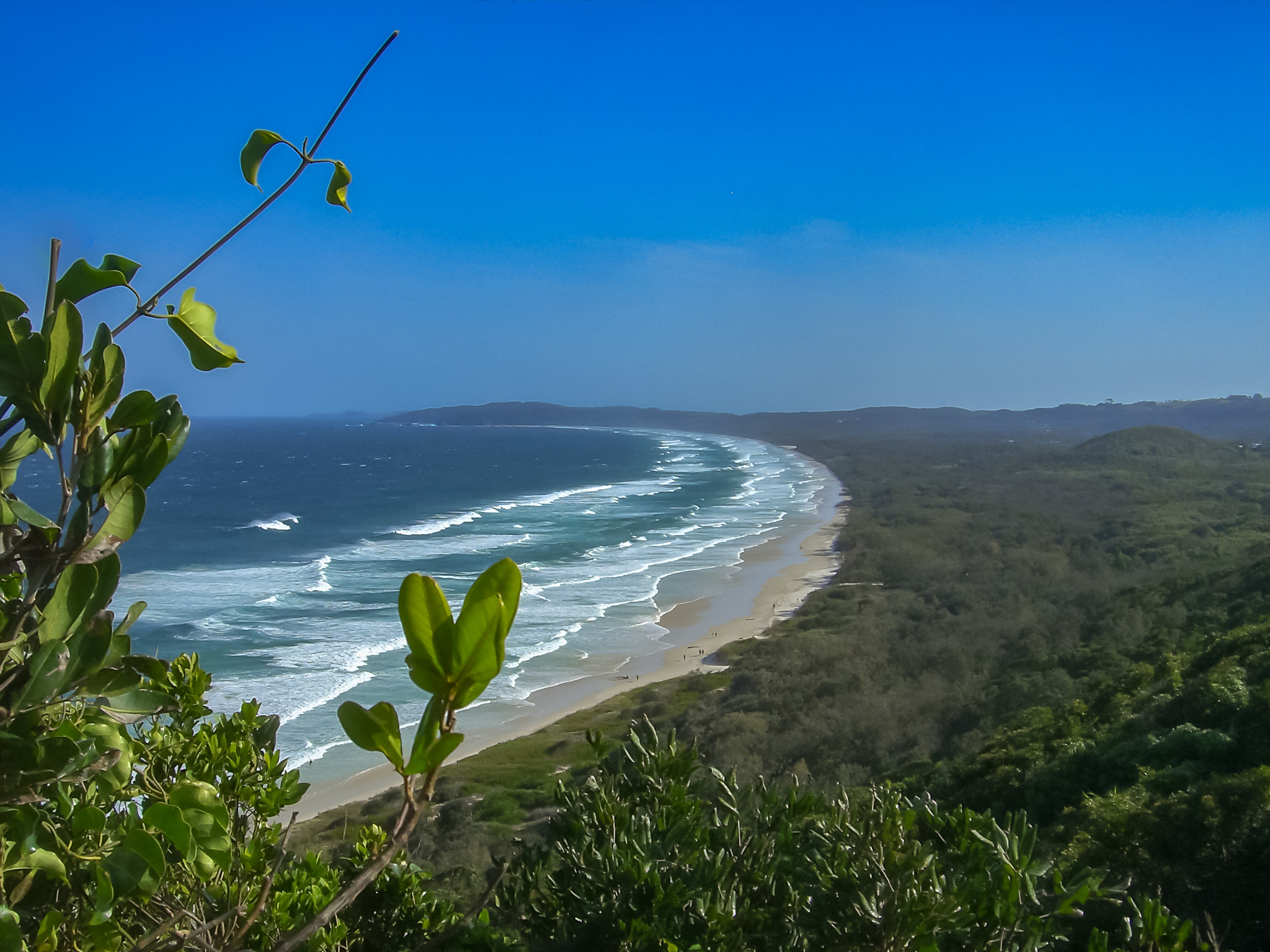
Byron Bay

Die Byron Bay Whaling Station (deutsch: Byron-Bay-Walfangstation) lag am südlichen Ende des Hauptstrands von Byron Bay, ein Badeort im australischen Bundesstaat New South Wales. Die Walfangstation wurde von 1954 bis 1962 betrieben.

## Gründung
Die rechtlichen Voraussetzungen zum Walfang in Australien waren in der International Whaling Convention von 1946 gegeben, die den Walfang erlaubte. Die australische Regierung wollte die Walindustrie in den 1950er Jahren wiederbeleben.
Für eine Fleischfabrik, die nahe am Belongil Beach in Byron Bay entstanden war, hatte die Regierung von New South Wales im Jahr 1929 einen 670 Meter langen Pier gebaut, der etwa 100 Meter östlich der Don Street in Byron Bay lag. Dieser Anlegesteg hatte zwei Eisenbahngleise und am Ende einen Kran. Diese bauliche Anlage bildete eine gute Voraussetzung zum Transport der Wale zu einer Walfangstation.
Die vorhandenen Eisenbahngleise von Byron Bay hatten eine Anbindung zur Sydney-Murwillumbah-Eisenbahnlinie. Die Anbindung der Walfangstation an der Byron Bay über eine öffentliche Eisenbahn gab es ansonsten in Australien nicht, denn diese lagen meist an abgelegenen Küsten ohne einen derartigen Eisenbahnanschluss. Zudem wurde durch das Vorhandensein der Eisenbahngleise der Transport der Wale effektiviert, weil die erlegten Wale auf einer stählernen Plattform auf Rädern von einer Lokomotive zum Flensingdeck (Zerlegeplatz) gezogen werden konnten.
Die Walfanggeschichte von Byron Bay begann im Jahr 1951 als Geschäftsleute aus Inverell die Byron Bay Whaling Company gründeten und Land in der Nähe des Anlegestegs in Byron Bay kaufte. Sie hatte die Erlaubnis erhalten 100 Buckelwale zu erlegen. Als die Gesellschaft 1953 den Fangbetrieb nicht aufnehmen konnte, wurde die Fangquote an die Tangalooma Whaling Station an der Moreton Bay weitergegeben.
1953 wurde eine neue Byron Bay Whaling Co Pty Ltd. von Alfred William Anderson gegründet, dem auch die Fleischfabrik gehörte.
1954 zerstörte ein Zyklon die Hafenanlage von Byron Bay und den größten Teil der Fischerboote. Daher sollte der Walfang Arbeitsplätze schnell schaffen und die Regierung baute ihn wieder auf. Die Byron Bay Whaling Company kaufte daraufhin zwei Küstenpatrollienboote, die zum Zweck des Walfangs umgebaut wurden.
Die Fangsaison begann jährlich am 1. Mai und endete am 31. Oktober. Der erste Wal wurde in der Byron Bay im Juli 1954 erlegt.

## Unternehmenswechsel
Die Anderson Meat Company gründete 1955 eine weitere Tochterfirma, die Norfolk Island Whaling Company Ltd., die Walfang vor Norfolk Island betrieb, Am 26. August wurde die Anderson Meat Company für Pfund 320.000 an die beiden Walfangfirmen verkauft. Beide Unternehmen wurden wiederum kurz darauf an die Pacific Sea Products Inc. in San Francisco in den USA verkauft, die Interesse an gefrorenem Walfleisch hatte. Anderson starb 1956.

## Walfang

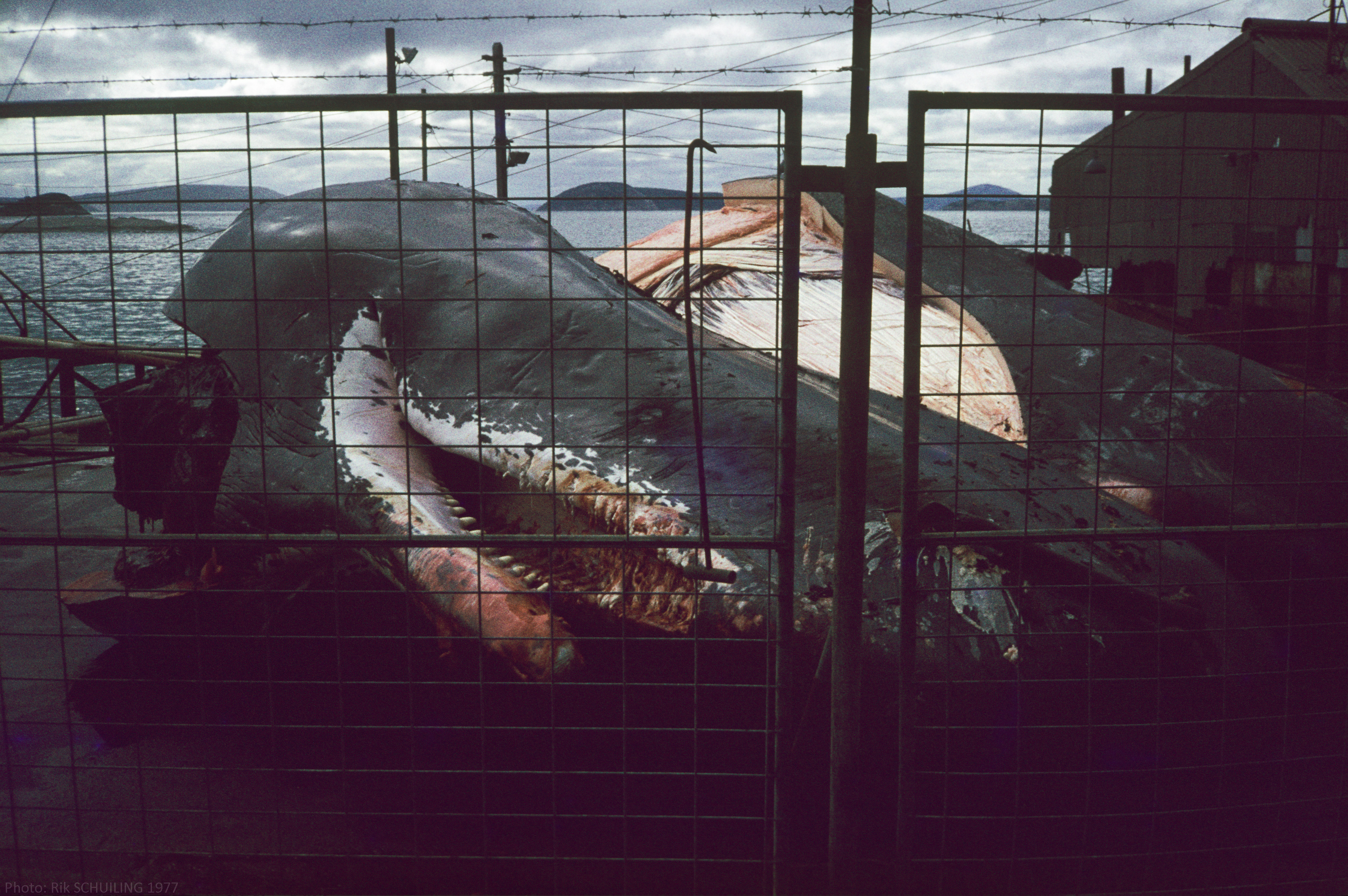
Ein Wal auf dem Flensdeck

Die Byron Bay Whaling Company verfügte über eine Fangquote über 120 Buckelwale im Jahr. Diese Quote wurde im gleichen Jahr auf 150 Exemplare erhöht. Eingesetzt wurden zwei 34 Meter lange Boote mit Holzrümpfen, die von der australischen Küstenwache erworben wurden. Andere Walfangstationen wie die Boote der Cheyne Beach Whaling Station und die Tangalumba Whaling Station hatten Schiffsrümpfe als Stahl, die durch Walangriffe nicht beschädigt werden konnten. Die beiden hölznernen Walfänger wurden umgebaut und mit Harpunierkanonen ausgerüstet. Sie erhielten die Namen Byron I und Byron II. 1956 wurde die Byron I durch einen sich wehrenden Wal erheblich beschädigt und musste repariert werden und konnte erst Wochen später wieder eingesetzt werden.
Das Walfleisch wurde industriell verpackt, gefrostet und vor allem nach Großbritannien exportiert, ein kleiner Teil davon wurde an Fischer im Norden Australiens als Fischköder verkauft. Aus einem großen Wal ließen sich etwa 10 Tonnen Walöl gewinnen und die Barten und das Fischbein der Wale wurde ebenso verkauft. Dies änderte sich in den 1960er Jahren, als diese Produkte durch Plastikartikel ersetzt werden konnten.

## Ende des Walfangs
Der Walfang in der Byron Bay und die Walfangstation wurden unwirtschaftlich und 1962 aufgegeben. An der Byron Bay wurden insgesamt 1146 Buckelwale und 2 Seiwale erlegt.
Die Fleischfabrik wurde 1968 verkauft und 1983 geschlossen, dabei wurden 360 Beschäftigte arbeitslos. 1984 wurden die Fabrik und der Anlegesteg abgerissen. Letzte Spuren der Hafenanlage von Byron Bay wurden 1989 beseitigt.
Der Anlegesteg mit Eisenbahngleisen nebst der Walfangstation wie auch die Fleischfabrik ist in Byron Bay nicht mehr vorhanden. Byron Bay ist ein touristischer Ort geworden, der auch Walbeobachtungen anbietet.